# Сельское поселение Алакуртти
Се́льское поселе́ние Алаку́ртти — муниципальное образование в составе Кандалакшского района Мурманской области России. Административный центр — село Алакуртти.

## Описание
Муниципальное образование сельское поселение Алакуртти образовано законом Мурманской области от 12 января 2006 года, с изменениями и дополнениями, внесёнными 14 апреля 2006 года.

## Состав
В состав сельского поселения входят 4 населённых пункта.
| № | Населённый пункт | Тип населённого пункта       | Население    |
| - | ---------------- | ---------------------------- | ------------ |
| 1 | Алакуртти        | село, административный центр | ↗5533 (2021) |
| 2 | Кайралы          | населённый пункт             | ↗26 (2021)   |
| 3 | Куолоярви        | населённый пункт             | →0 (2021)    |
| 4 | Приозерный       | населённый пункт             | →0 (2021)    |

## Население
| 2010  | 2012  | 2013  | 2014  | 2015  | 2016  | 2017  |
| ----- | ----- | ----- | ----- | ----- | ----- | ----- |
| 3443  | ↘3187 | ↘2974 | ↘2777 | ↗2813 | ↗3436 | ↗3663 |
| 2018  | 2019  | 2020  | 2021  | 2023  |       |       |
| ↗3797 | ↘3608 | ↘3140 | ↗5559 | ↘5460 |       |       |

Численность населения, проживающего на территории населённого пункта, по данным Всероссийской переписи населения 2010 года составляет 3443 человека, из них 1711 мужчин (49,7 %) и 1732 женщины (50,3 %).

## Расположение
Сельское поселение расположено в крайней юго-западной части Мурманской области и лежит преимущественно на материке, на Кольском полуострове находится лишь северная часть образования. На востоке граничит с Ковдорским районом, городским поселением Кандалакша и сельским поселением Зареченск, на юге — с Кестеньгским сельским поселением Лоухского района Карелии, на западе — с Финляндией. В 2002 году на границе с Финляндией в 45 км западнее Алакуртти был открыт международный автомобильный пункт пропуска «Салла».

## Экономика, образование, здравоохранение
Основу экономики составляют предприятия лесной промышленности — ООО «ПЛО», ООО «Огни Кайрал», ОАО «Севермурманлес», НДФЛ. На территории поселения функционируют начальная и средняя школы, 3 детских сада. Медицинское обслуживание населения осуществляется Алакурттинской амбулаторией.

## Галерея

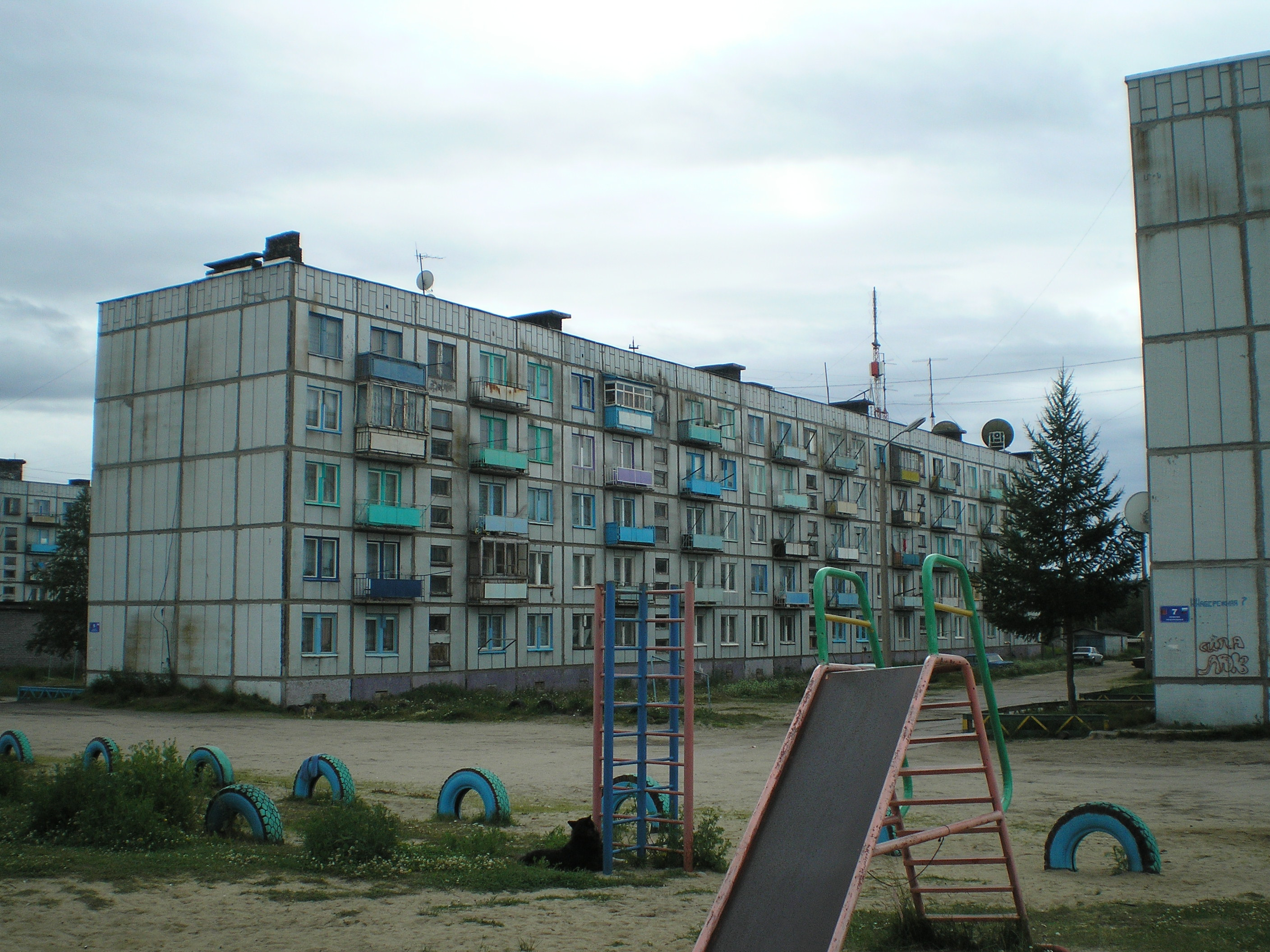
Алакуртти. Центральная часть села

- Алакуртти.  
Центральная часть села

## Источник
- Карта и информация муниципального образования на сайте администрации Мурманской области